# Elvirakolibri
Der Elvirakolibri (Microchera chionura, Syn.: Elvira chionura), auch Grüne Elvirakolibri genannt, ist eine Vogelart aus der Familie der Kolibris (Trochilidae). Sein Verbreitungsgebiet umfasst Teile der Länder Costa Rica und Panama. Der Bestand wird von der IUCN als nicht gefährdet (Least Concern) eingeschätzt.

## Merkmale
Der Elvirakolibri erreicht eine Körperlänge von etwa 7,5 bis 8 cm, wobei die Männchen 3,3 g und die Weibchen 3,1 g wiegen. Der gerade schwarze Schnabel ist nur von der Basis des Unterschnabels bis zu dessen Hälfte rosafarben. Die Beine sind dunkelgrau. Die Oberseite der Männchen ist bronzegrün, mit einer Abstufung ins kupferbronzene an den Oberschwanzdecken und den zentralen Steuerfedern. Die äußeren drei Steuerfedern sind weiß mit schwarzen Flecken. Die Unterseite glitzert überwiegend grün, der Bauch, die Kloake und die Unterschwanzdecken sind weiß. Die Weibchen sind auf der Unterseite dumpf weiß mit etwas Grün an der Seite sowie bronzegrünen Flanken. Die zentralen Steuerfedern sind bronzefarben, die äußeren weißen werden von einem diagonalen schwarzen Band gekreuzt. Männliche Jungvögel haben auf der Unterseite eine mattere Grünfärbung als ausgewachsene Exemplare und gräulich gelbbraune Federfransen. Weibliche Jungvögel sind auf der Unterseite grauer als ausgewachsene Exemplare. Das seitliche Grün ist deutlich matter gepaart mit etwas Bronzetönung und fällt spärlicher aus. Beider Geschlechter der Jungvögel weisen gräulich gelbbraune Fransen im Gesicht, am Oberkopf, am Nacken und an den Bürzelfedern auf.

## Verhalten und Ernährung
Ihren Nektar beziehen die Vögel von blühenden Büschen und Ranken, die sich an Waldrändern und inneren des Waldesbefinden. Außerdem ernähren sie sich von fliegenden Gliederfüßern, die sie jagen. Zu den Bäumen, die sie zur Nektaraufnahme anfliegen gehört u. a. Inga edulis.

## Lautäußerungen
Der Gesang besteht aus einem anhaltenden dünnen kratzenden Gezwitscher, durchmischt von surrenden und gluckernden Tönen, die sich in der Tonlage verändern. Die Töne beinhalten während der Futtersuche weiche kratzende Zirplaute und bei Verfolgungen schrille und surrende Laute.

## Fortpflanzung
Ihre Brutsaison ist während der Regenzeit von Juni bis November. An den Leks sind dann zwei bis fünf Männchen anzutreffen, oft aber auch nur ein einziges Männchen. Über Nestbau, Brutdauer und anderes Brutverhalten ist bisher nichts bekannt.

## Verbreitung und Lebensraum

Verbreitungsgebiet des Elvirakolibris

Der Elvirakolibri lebt in feuchten Bergwäldern, in schattigen Kaffeeplantagen und Gärten sowie alter Sekundärvegetation. In den Wäldern bewegen sich Männchen meist vom oberen Unterholz bis in die Baumkronen. Die Weibchen sind eher im Unterholz unterwegs. Meist ist er in Höhenlagen zwischen 750 und 2000 Meter präsent, doch brüten er in Costa Rica hauptsächlich in Höhenlagen zwischen 1000 und 1700 Meter.

## Migration
Das Zugverhalten des Elvirakolibris ist bisher nicht ausreichend erforscht. In Costa Rica kommen sie außerhalb der Brutsaison in Höhenlagen unter- und oberhalb der Brutgebiete vor.

## Unterarten
Der Elvirakolibri gilt als monotypisch.

## Etymologie und Forschungsgeschichte
Ursprünglich beschrieb John Gould den Elvirakolibri unter dem Namen Trochilus (Thaumatias?) chionura. Als Sammelort gab er die Gegend um David in der Provinz Chiriquí an. lange wurde er in der 1866 von Étienne Mulsant, Jules Verreaux und Édouard Verreaux eingeführten Gattung Elvira für den Elvirakolibri eingeordnet. Über den Grund der Namensgebung kann nur spekuliert werden, da es in der Publikation keinen Hinweis auf den Ursprung des Namens gibt. In derselben Publikation erwähnen die Autoren auch die aus Kuba stammende Art Zephyritis (Calypte) elvirae, ein Name der heute als Synonym für die Bienenelfe steht. Da Mulsant am Lycée Lamartine in Belley seinem Vorbild Alphonse de Lamartine nacheiferte, könnte der Name dessen Muse Julie Charles (1784–1817) gewidmet sein, die Lamartine in seinem Gedicht À Elvire idealisierte. Im Jahr 1858 führte John Gould mit der Lieferung 16 seiner Kolibritafeln die neue Gattung Microchera ein. Dieser Name setzt sich aus den griechischen Worten »mikros « für »klein« und »chēra χηρα« für »Witwe« zusammen. Der Artname ist ein Wortgebilde aus den griechischen Wörtern »chiōn, chionos χιων, χιονος« für »Schnee« und »-ouros, oura -ουρος, ουρα« für »-schwänzig, Schwanz«.